# Nürburgring

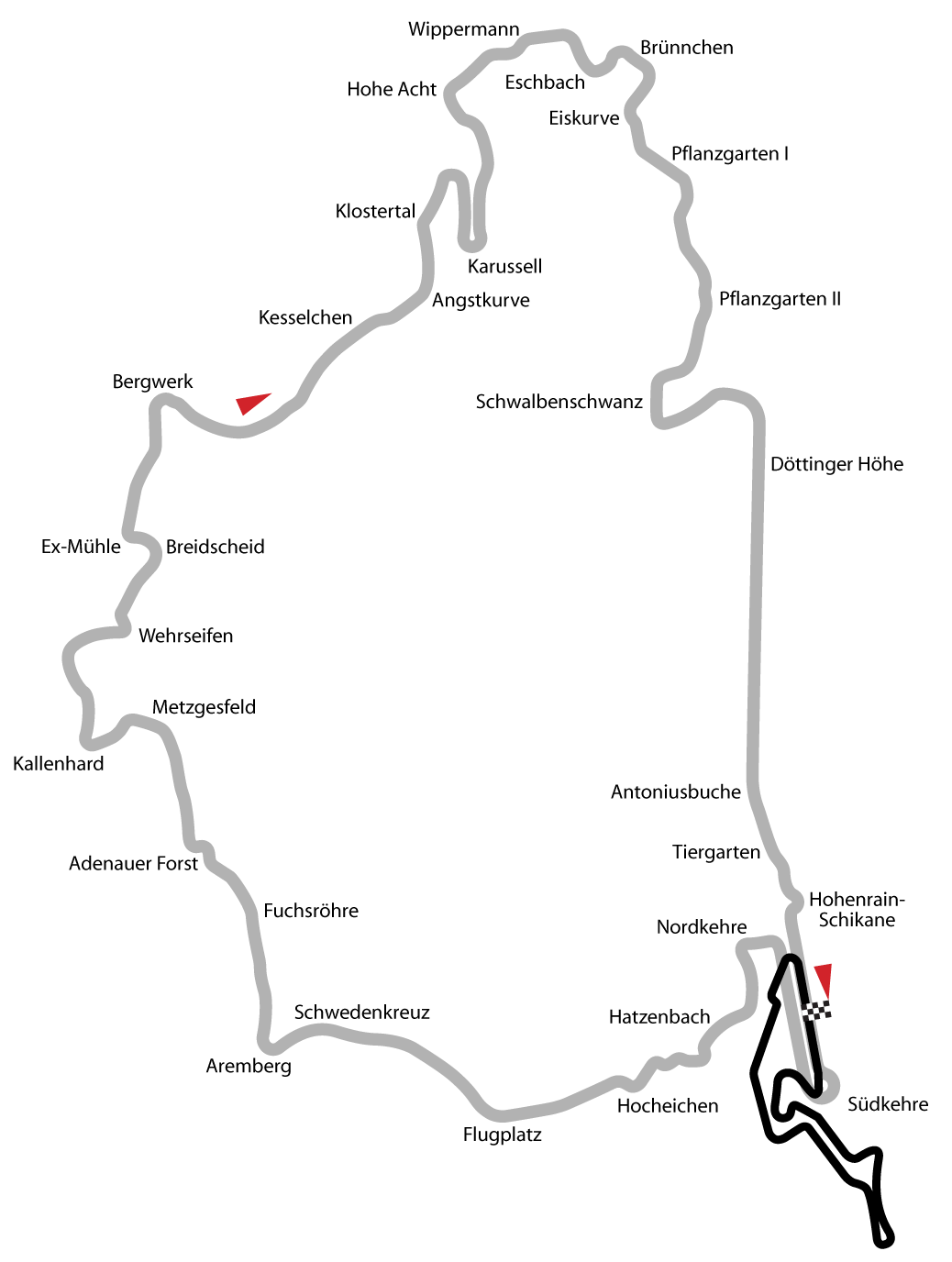
Nürburgring Nordschleife.

Nürburgring, av entusiaster kort och gott kallad Ringen, är en racerbana i Nürburg i Tyskland. Banan, som byggdes mellan 1925 och 1927, ligger 80 kilometer från Bonn och används bland annat för roadracing, DTM, truck racing och formel 1, det sistnämnda på GP-sträckan. Förutom racing har även världsmästerskap i cykling avgjorts på Ringen.

## Historik
Formel 1-deltävlingarna Tysklands Grand Prix, Luxemburgs Grand Prix och Europas Grand Prix har tidigare arrangerats på banan.
Nürburgring består av två delar: GP-sträckan och Nordschleife. GP-sträckan är en modern racerbana som är 4,5 kilometer lång och uppfyller alla moderna krav på säkerhet. Banans mest kända del är dock den legendariska Nordschleife, "Nordslingan", som är 20,83 kilometer lång och har 73 kurvor. Nordschleife är ofta öppen även för allmänheten (Touristenfahrten) mot en avgift av 89 euro för fyra varv. Olyckor är ofta förekommande och det är inte ovanligt att banan stängs tillfälligt flera gånger om dagen för bortforsling av kraschade fordon och skadade förare. Även om Nürburgring främst används för racing är den, då den är öppen för allmänheten, fortfarande en allmän väg där tyska lagar gäller.
Att krocka på Nürburgring kan kosta mycket. Om man krockar in i barriären får man oftast betala skadorna, reparationerna och uppstädningen själv. Det tillkommer även en avgift för bärgning och för att säkerhetsbilar med funktionärer ska komma till olycksplatsen. Ibland kan summorna landa på 10 000 euro och uppåt men de beror helt på hur allvarlig olyckan är.
Vissa tävlingar, som exempelvis Nürburgring 24-timmars, kopplas GP-sträckan och Nordslingan ihop till en lång 25 km lång bana. Det förekommer även vid ovanliga tillfällen att den längsta sträckningen av banan körs när den är öppen för allmänheten.
Tysklands största rockfestival, Rock am Ring, hölls tidigare på Nürburgring, men är sedan 2015 flyttad till annan ort.
I juli 2020 meddelade Formel 1 att Nürburgring skulle komma tillbaka till Formel 1-kalendern som en omgång av Eifels Grand Prix, Lewis Hamilton tog hem segern. Det blev dock bara en engångshändelse på grund av coronaviruset.

## F1-vinnare

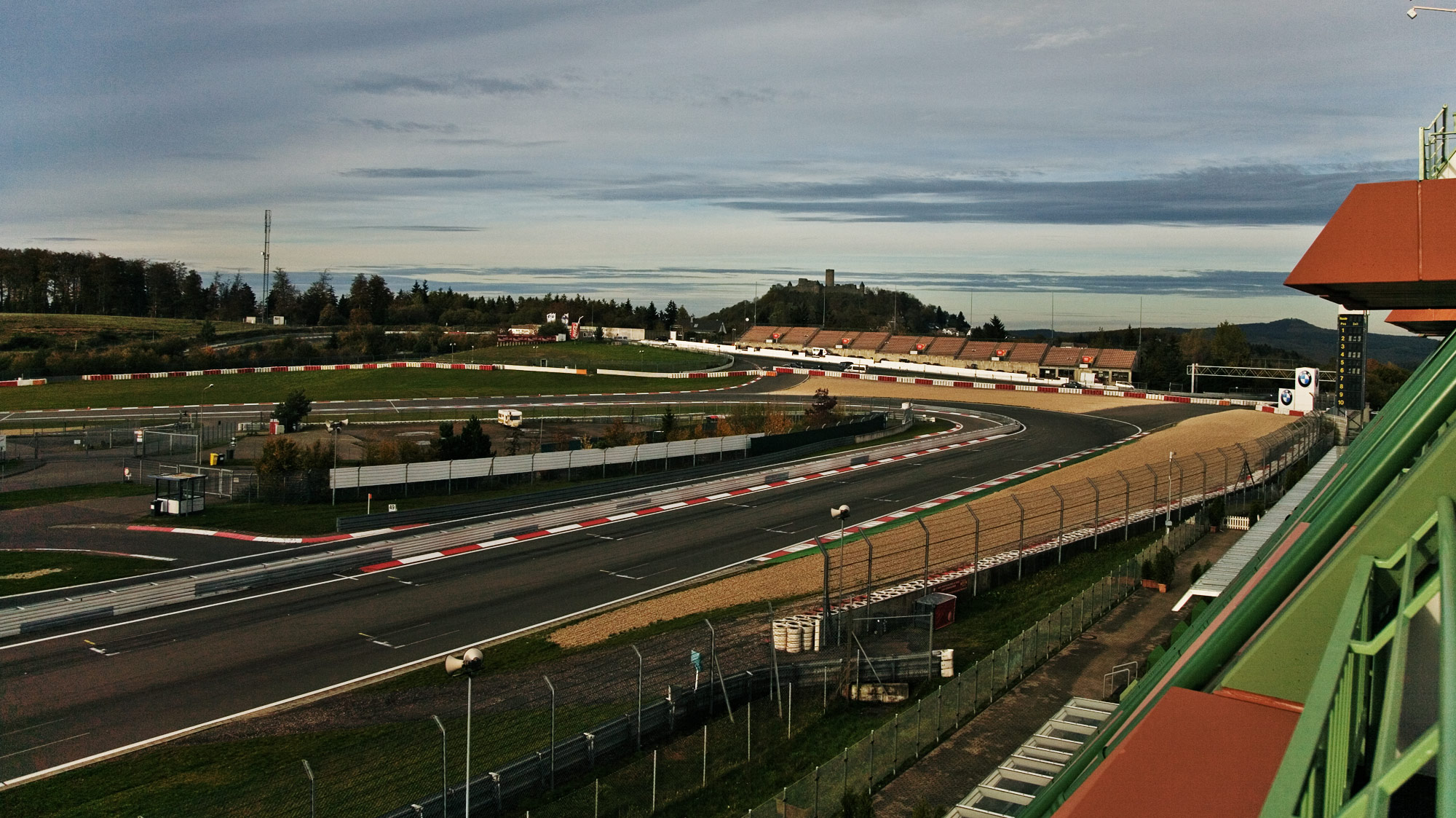
Nürburgring i november 2006.

| Säsong | Förare             | Tillverkare          |
| ------ | ------------------ | -------------------- |
| 2020   | Lewis Hamilton     | Mercedes             |
| 2013   | Sebastian Vettel   | Red Bull-Renault     |
| 2011   | Lewis Hamilton     | McLaren-Mercedes     |
| 2009   | Mark Webber        | Red Bull-Renault     |
| 2007   | Fernando Alonso    | McLaren-Mercedes     |
| 2006   | Michael Schumacher | Ferrari              |
| 2005   | Fernando Alonso    | Renault              |
| 2004   | Michael Schumacher | Ferrari              |
| 2003   | Ralf Schumacher    | Williams-BMW         |
| 2002   | Rubens Barrichello | Ferrari              |
| 2001   | Michael Schumacher | Ferrari              |
| 2000   | Michael Schumacher | Ferrari              |
| 1999   | Johnny Herbert     | Stewart-Ford         |
| 1998   | Mika Häkkinen      | McLaren-Mercedes     |
| 1997   | Jacques Villeneuve | Williams-Renault     |
| 1996   | Jacques Villeneuve | Williams-Renault     |
| 1995   | Michael Schumacher | Benetton-Renault     |
| 1985   | Michele Alboreto   | Ferrari              |
| 1984   | Alain Prost        | McLaren-TAG          |
| 1976   | James Hunt         | McLaren-Ford         |
| 1975   | Carlos Reutemann   | Brabham-Ford         |
| 1974   | Clay Regazzoni     | Ferrari              |
| 1973   | Jackie Stewart     | Tyrrell-Ford         |
| 1972   | Jacky Ickx         | Ferrari              |
| 1971   | Jackie Stewart     | Tyrrell-Ford         |
| 1969   | Jacky Ickx         | Brabham-Ford         |
| 1968   | Jackie Stewart     | Tyrrell (Matra-Ford) |
| 1967   | Denny Hulme        | Brabham-Repco        |
| 1966   | Jack Brabham       | Brabham-Repco        |
| 1965   | Jim Clark          | Lotus-Climax         |
| 1964   | John Surtees       | Ferrari              |
| 1963   | John Surtees       | Ferrari              |
| 1962   | Graham Hill        | BRM                  |
| 1961   | Stirling Moss      | Lotus-Climax         |
| 1958   | Tony Brooks        | Vanwall              |
| 1957   | Juan Manuel Fangio | Maserati             |
| 1956   | Juan Manuel Fangio | Ferrari              |
| 1954   | Juan Manuel Fangio | Mercedes-Benz        |
| 1953   | Nino Farina        | Ferrari              |
| 1952   | Alberto Ascari     | Ferrari              |
| 1951   | Alberto Ascari     | Ferrari              |

## GP2-vinnare
| Säsong | Heat 1          | Heat 2            |
| ------ | --------------- | ----------------- |
| 2007   | Timo Glock      | Javier Villa      |
| 2006   | Lewis Hamilton  | Lewis Hamilton    |
| 2005   | Clivio Piccione | Heikki Kovalainen |